# Lee Grant (Fußballspieler, 1985)
Lee Mark Grant (* 31. Dezember 1985 in York) ist ein ehemaliger englischer Fußballspieler.

## Karriere
Der aus Strensall stammende Grant gehörte während seiner Schulzeit sechs Jahre lang dem Centre of Excellence von York City an und wurde für den letzten Spieltag der Saison 2001/02 in den Kader des Profiteams berufen. Grant war zu diesem Zeitpunkt noch Schüler an der Huntington School und bereitete sich auf seine GCSE-Prüfungen vor, ein Einsatz war nur mit einer Sondererlaubnis seiner Schule möglich. In der Partie gegen die Bristol Rovers kam er wenige Minuten vor Ende per Einwechslung zu seinem Debüt und wurde mit 16 Jahren und 107 Tagen nach Reg Stockill der zweitjüngste Pflichtspieldebütant der Vereinsgeschichte.
Ursprünglich sollte Grant im Sommer 2002 im Anschluss an seinen Schulabschluss einen dreijährigen Ausbildungsvertrag bei York City erhalten, Grant entschied sich aber letztlich für ein Angebot in den Nachwuchsbereich des Erstligisten Aston Villa zu wechseln; York erhielt stattdessen eine Entschädigung von £50.000. Grants Entwicklung blieb auch bei den Verantwortlichen des englischen Verbandes nicht unbemerkt und im November 2002 spielte er mit der U18-Auswahl bei einer 0:3-Niederlage in Limoges gegen seine französischen Altersgenossen. 2004 stand Grant an der Seite späterer Nationalspieler wie Gary Cahill, Gabriel Agbonlahor und Jamie Ward mit Aston Villa im Finale um den FA Youth Cup, der Nachwuchs des FC Middlesbrough erwies sich im Finale allerdings als zu stark.
Im November 2004 kehrte der zumeist auf der Innenverteidigerposition spielende Grant für wenige Monate auf Leihbasis zu seinem mittlerweile in die fünftklassige Football Conference abgestiegenen Jugendklub zurück und kam an der Seite zahlreicher früherer Mitspieler aus Jugendtagen, darunter Bryan Stewart, Michael Staley, Sean Davies und David Stockdale, zu acht Ligaeinsätzen, in denen er zwei Tore erzielte. Zuletzt spielte Grant Anfang 2006 beim abstiegsgefährdeten Fünftligisten FC Southport vor und kam in einem regionalen Pokalspiel zum Einsatz, ein längerfristiges Engagement kam aber nicht zustande und er verließ den Klub im Februar 2006 wieder. Weitere Karrierestationen sind nicht bekannt, im April 2006 sorgte er bei einem lokalen Amateurgolfturnier für Schlagzeilen.